# 前外側靭帯
前外側靭帯（anterolateral ligament、ALL）とは、2013年に「発見」された、人間の膝の外側面にある靭帯である。外側側副靭帯の前方に存在する。
前外側靭帯の最も初期の記述は、1879年にフランスの外科医Paul Segondが執筆した、外側大腿骨と脛骨の間の靭帯構造の説明だと考えられている。それ以来、「膝のこの辺に何かありそうだ」と記述した人間は何人か現れるものの、2013年までそれほど注目されてこなかったので、その存在も知られていなかった。オリンピックのセーリング競技のベルギー元代表にして医師であるBellemansが、2013年に前外側靭帯の「発見」を大々的に発表したことでその存在が広く知られるようになった。
ClaesとBellemans（2013）は、ALLが大腿骨の外側上顆で起始し、近位脛骨の前外側面で停止することを「発見」した。しかし、Vincentetal（2012）は、その起始が外側大腿骨顆であると報告した。

## 臨床的意義
ALLは、ヒトの33〜97％に存在することが示唆されており、膝の内転を安定させる役割があると考えられている。
膝が急にガクッとなる、いわゆる「膝崩れ」現象に関係していると考えられている。前十字靭帯損傷患者の「膝崩れ」現象は、前外側靭帯もしくはそれ以外の膝の外側面に存在する何らかの構造に外的損傷が加えられたことに起因する可能性がある。また、スポーツ選手などで、前十字靭帯の故障が完治したにもかかわらず、膝が安定しなくなって引退せざるを得なくなる例があるが、この前外側靭帯の損傷が関係していると考えられている。膝の回転の安定に最も重要な役割を果たすのは前十字靭帯であるが、前外側靭帯だけが単独で損傷していた場合に膝が不安定になるのかどうかはまだはっきりと解っていない。2013年以降、前外側靭帯の役割に関しては盛んに議論され、研究されている。
Segond骨折は、おそらく前外側靭帯の剥離である。このような損傷は、膝の前外側の軟組織構造によって膝の脛骨外側顆が断片的に骨から引き裂かれることによって起こる。

## 参照
1. 1 2 3 4 5  Claes, S.; Vereecke, E.; Maes, M.; Victor, J.; Verdonk, P.; Bellemans, J. (Oct 2013). “Anatomy of the anterolateral ligament of the knee.”. J Anat 223 (4):  321–8. doi:10.1111/joa.12087. PMC 3791125. PMID 23906341.
2. ↑  Segond P (1879) Recherches cliniques et expérimentales sur les épanchements sanguins du genou par entorse. Progrès Médical (Paris) (accessible from  Archived 2012-12-31 at the Wayback Machine.), 1-85.
3. ↑   Recherches cliniques et expérimentales sur les épanchements sanguins du genou par entorse, par Paul Segond. (1879) 2013年11月6日閲覧。
4. 1 2  Vincent, J. P.; Magnussen, R. A.; Gezmez, F.; et al. (January 2012). "The anterolateral ligament of the human knee: An anatomic and histologic study". Knee Surg Sports Traumatol Arthrosc. 20 (1): 147–52. doi:10.1007/s00167-011-1580-3. PMID 21717216。
5. ↑  Hughston, JC; Andrews, JR; Cross, MJ; Moschi, A (1976). “Classification of knee ligament instabilities. Part II. The lateral compartment”. J Bone Joint Surg Am 58 (2):  173–9. doi:10.2106/00004623-197658020-00002. PMID 1254620.
6. ↑  Burnham M.D., Jeremy. “Review of the Anterolateral Ligament and Anterolateral Complex”. 2023年6月10日閲覧。
7. ↑  Shaikh, Humza; Herbst, Elmar; Rahnemai-Azar, Ata Amir; Bottene Villa Albers, Marcio; Naendrup, Jan-Hendrik; Musahl, Volker; Irrgang, James J.; Fu, Freddie H. (August 2017). “The Segond Fracture Is an Avulsion of the Anterolateral Complex”. The American Journal of Sports Medicine 45 (10):  2247–2252. doi:10.1177/0363546517704845. ISSN 1552-3365. PMID 28499093.